# Stjørdal
Stjørdal  (appelé localement Sjørdam ) est une ville et une commune norvégienne située dans le comté de Trøndelag. Le centre administratif est Stjørdalshalsen.
Stjørdal est un important centre industriel et de services mais aussi une commune agricole et sylvicole. C'est également un important nœud de communication avec les routes européennes E6 et E14 qui se séparent à Stjørdalshalsen.
La commune possède de nombreux vestiges historiques et fut dans les temps pré-chrétien un centre de pouvoir dans le Trøndelag. De plus, la commune présente  de nombreux intérêts touristiques, entre autres le château de Steinvikholm, l'église de Værnes et la gare de Hell.

## Nom
La municipalité tire son nom de la vallée et du district de Stjørdalen (dal signifie vallée en norvégien). L'origine du nom est quelque peu controversée. La théorie la plus communément acceptée est que l'ancien nom de la rivière Stjørdalselva viendrait du vieux norrois Stjóri ou Stjóra qui peut signifier « contrôle » ou « transmission ». Cela peut vouloir dire que la forme de la vallée serait comme une artère pour la rivière et donc le nom Stjørdal voudrait dire : « la vallée qui contrôle la rivière jusqu'au fjord ».
Les manuscrits datant d'avant la Peste noire (1349) utilisaient la forme Stjoradal pour la ville, stjørdølir pour les habitants. Lorsque le danois devint la forme écrite officielle au XVe siècle, le nom a beaucoup évolué : Støwredal (1464), Styerdall (1530), Schørdall (1632), Steurdall (1665).
Finalement, les deux orthographes utilisées devinrent Størdalen et Stjørdalen. Ces noms sont à la forme définie (dalen = la vallée), il est rare que le nom soit à la forme indéfinie St(j)ørdal dans les années 1880. Le 1er janvier 1902, la paroisse de Stjørdalen est divisée en deux ; par décision du gouvernement le nom de la commune passe alors à la forme indéfinie et devient Stjørdal, ce qui a suscité l'indignation de la population.
En same, la municipalité s'appelle Skierde.

## Géographie

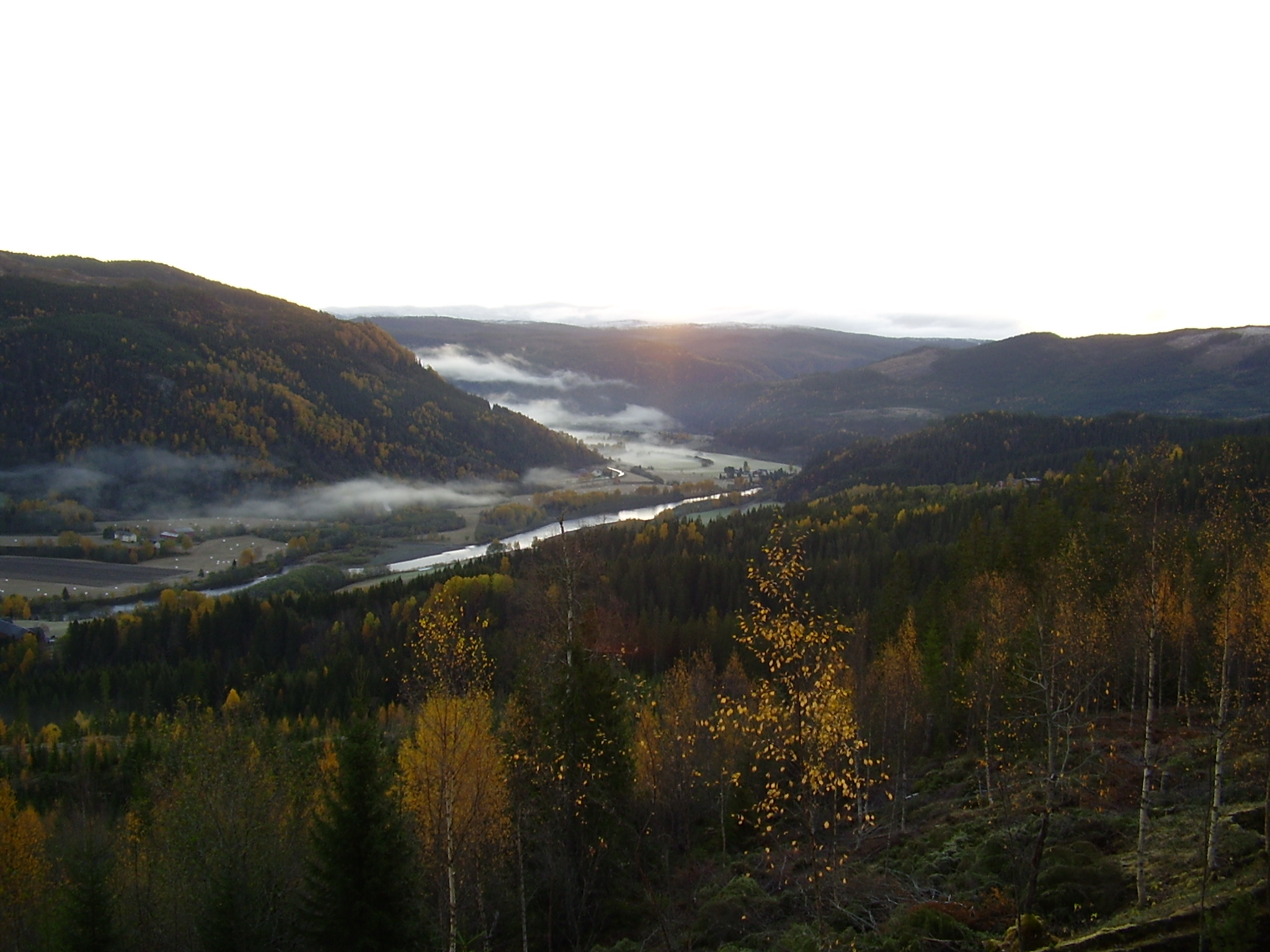
La vallée de Stjørdalen entre Hegra et Meråker.

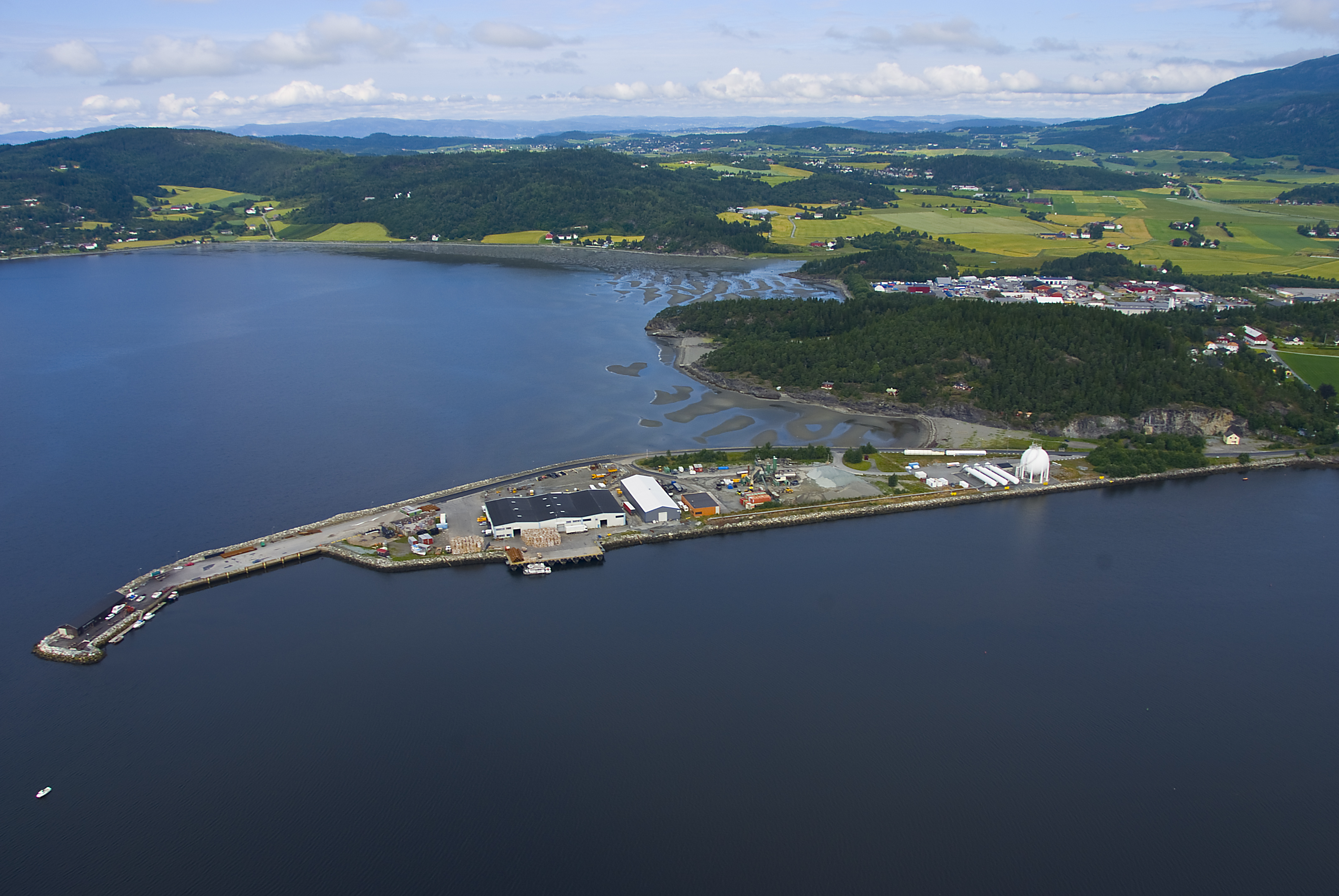
Le port de Stjørdal

La commune s'étend sur 938,27 km2 dans le centre du comté et comprend la vallée de Stjørdalen et le village de Skatval.
La commune est constituée de 45 % de tourbière et zones montagneuses, 40 % de forêts exploitées, 10 % de terres cultivées, 3 % de constructions et infrastructures de communication et de 2 % d'eau.
Un cinquième de la commune est à moins de 150 m d'altitude. Au nord et au sud se trouvent des collines jusqu'à 600 m d'altitude. Les montagnes situées à l'est, à la proximité de Meråker, atteignent les 900 m tandis qu'au sud-est la plus haute montagne de la commune, Storskarven, atteint 1 171 m.

### Géologie
Stjørdal appartient au Trondheimsfeltet, une région géologique datant du cambrien et composée de failles inverses.
Une grande partie de la roche se compose de phyllite. La rivière a creusé dans les sédiments et a formé des plaques argileuses. Il y a plusieurs plaques argileuses dans la commune et de nombreux glissements de terrain ont façonné le paysage. Le dernier glissement d'importance date de 1962. À Hegra, ces glissements ont donné des noms de lieu ou de ferme comme Leirfall ou Lerfald. Il y a d'autres plaques argileuses dans la commune mais dans des lieux qui ne posent pas de problème quant à la sécurité.

### Parc et réserve naturels
La commune est incluse dans le parc national de Skarvan og Roltdalen et dans la réserve naturelle Øvre Forra.

#### Réserve naturelle Øvre Forra
La réserve naturelle d'Øvre Forra se situe sur les communes de Verdal, Meråker et Stjørdal. C'est un lieu privilégié par les oiseaux migrateurs. La réserve, créée en 1990 pour protéger une grande tourbière, abrite une flore et une faune riches, et est presque intacte de toutes interventions techniques. La réserve couvre un territoire de 102 à 108 km2 (d'après la Direction norvégienne pour la gestion de la nature, la réserve couvre 102,53 km2 alors que pour l'université norvégienne de sciences et de technologie elle en couvre 108).

### Climat
La commune est abritée par les montagnes et jouit d'un climat continental avec des pluies modérées et des hivers froids. Au-delà des montagnes, le climat est océanique car affecté par la mer de Norvège. Le fjord de Trondheim amoindrit cependant le froid de l'hiver et la chaleur de l'été.
La commune dispose de deux stations météorologiques, l'une à Værnes, l'autre à Kvithammer. La première, établie à 12 m d'altitude est au sud de Stjørdalshalsen ; la seconde, établie à 40 m d'altitude est au nord. Cependant, la moyenne des mesures effectuées entre 1961 et 1990 montre peu de différences que ce soit en termes de températures ou de précipitations. La moyenne annuelle des températures est de 5 °C pour les deux stations alors que la moyenne des précipitations est de 892 mm pour la station de Værnes et de 900 mm pour celle de Kvithammer.
| Mois                              | jan. | fév. | mars | avril | mai  | juin | jui. | août | sep. | oct. | nov. | déc. | année |
| --------------------------------- | ---- | ---- | ---- | ----- | ---- | ---- | ---- | ---- | ---- | ---- | ---- | ---- | ----- |
| Température minimale moyenne (°C) | −5   | −4,5 | −2,3 | 1,3   | 5,3  | 8,7  | 11,2 | 10,7 | 7,4  | 3,2  | −1,3 | −4,5 | −5    |
| Température moyenne (°C)          | −1,7 | −1,4 | 1    | 4,9   | 9,3  | 12,3 | 14,8 | 14,2 | 10,6 | 6,1  | 1,5  | −1,2 | 5,87  |
| Température maximale moyenne (°C) | 1,3  | 1,8  | 4,4  | 8,9   | 13,9 | 16,8 | 19,4 | 18,5 | 14,5 | 9,3  | 4,3  | 1,8  | 9,58  |
| Précipitations (mm)               | 75   | 65   | 55   | 44    | 56   | 69   | 88   | 91   | 96   | 84   | 70   | 82   |       |

| Diagramme climatique                                  |           |           |          |           |           |            |            |           |          |           |           |
| J                                                     | F         | M         | A        | M         | J         | J          | A          | S         | O        | N         | D         |
| 1,3−575                                               | 1,8−4,565 | 4,4−2,355 | 8,91,344 | 13,95,356 | 16,88,769 | 19,411,288 | 18,510,791 | 14,57,496 | 9,33,284 | 4,3−1,370 | 1,8−4,582 |
| Moyennes : • Temp. maxi et mini °C • Précipitation mm |           |           |          |           |           |            |            |           |          |           |           |

## Population

### Localités

#### Localités contemporaines

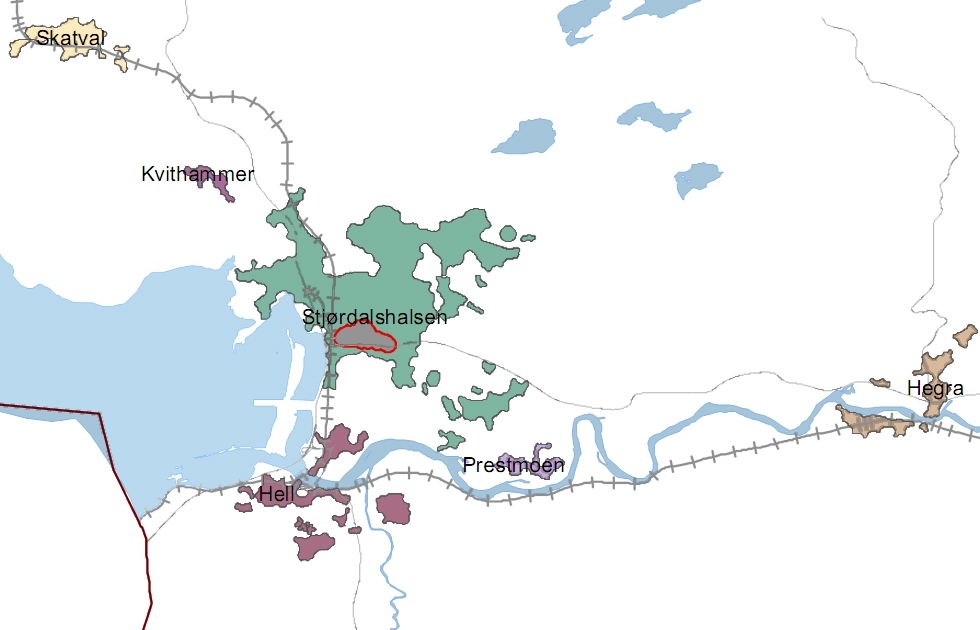
Localités de Stjørdal telles que définies par le Bureau central des statistiques (SSB)

Pour le Bureau central des statistiques (SSB) les localités de Stjørdal sont les suivantes au 1er janvier 2012 :
- Stjørdalshalsen : 11 416 habitants.
- Hegra : 876 habitants.
- Skatval : 935 habitants.
- Hell : 1 593 habitants.
- Kvithammer : 217 habitants.
- Prestmoen : 289 habitants.

Le total est donc de 15 326 habitants vivants dans les localités comptabilisées par le SSB. La différence avec la population officielle s'explique par le fait que, d'une part, des personnes habitent bien en dehors des localités, d'autre part que des localités désormais historiques ne sont plus prise en compte (ex : Lånke).

#### Localités historiques
Les localités historiques sont des hameaux ou des villages qui ne sont plus comptabilisés par le Bureau central des statistiques comme étant des localités. Parmi ces anciennes localités, on compte :
- Flora, village situé entre Hegra et Meråker qui comptait 272 habitants en 1990[10]. 63° 27′ 29″ N, 11° 21′ 09″ E
- Langstein, village situé entre l'ancienne commune d'Åsen et Skatval qui comptait  178 habitants en 1990[10]. 63° 32′ 51″ N, 10° 54′ 05,4″ E
- Vassbygda, village de l'ancienne commune de Skatval qui comptait 266 habitants en 2001[11]. 63° 29′ 50″ N, 10° 46′ 56″ E

En 1990, le Bureau central des statistiques dénombrait 58 villages et hameaux.

### Démographie
Depuis 2008, Stjørdal est la ville la plus peuplée du comté bien que le centre administratif de Stjørdalshalsen ne compte que 11 416 habitants. Elle est la commune du comté qui compte la croissance la plus élevée.
Évolution de la population de Stjørdal de 1965 à 2010 :
| 1965   | 1970   | 1975   | 1980   | 1985   | 1990   | 1995   | 2000   | 2005   | 2010   |
| 12 878 | 13 545 | 15 201 | 16 107 | 16 717 | 17 276 | 17 546 | 18 238 | 19 562 | 21 375 |

## Histoire

### Préhistoire

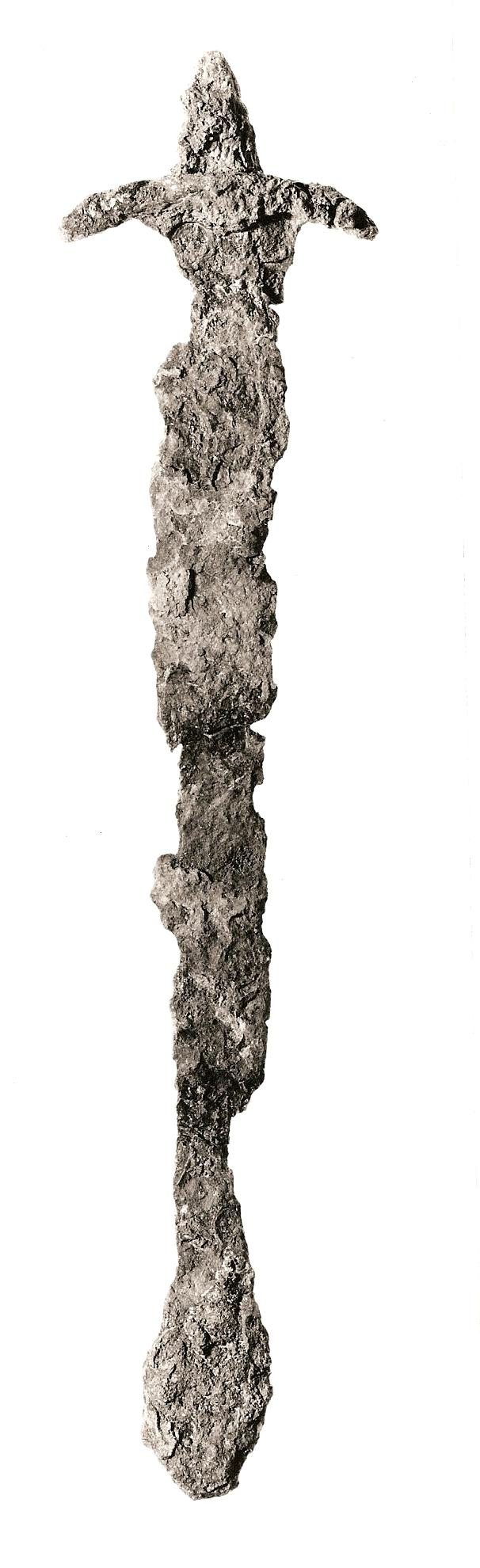
Épée de la période viking trouvée à Steinvik. Photo : NTNU

Des pétroglyphes et des fouilles récentes montrent que des humains s'étaient établis à Stjørdal dès l'Âge de la pierre comme l'attestent des sculptures trouvées ainsi que des gravures rupestres dans quatre localités : Stjørdalshalsen, Lånke, Hegra et Skatval. À l'Âge du fer, il y avait deux centres de pouvoir dans le Trøndelag : le premier formé de Verdal/Sparbu, le second à Værnes. 
Sur la montagne Høgberget près d'Auran ont été trouvées les ruines d'un assez grand castro, placé stratégiquement au-dessus de la montagne avec vue sur le Strindfjorden (une partie du Trondheimsfjord). Aujourd'hui la montagne est recouverte de forêts mais les ruines sont toujours visibles. Le castro a été découvert dans les années 1970. Tandis que trois des façades donnant vers le fjord sont abrupte, la quatrième, celle donnant vers le nord et les terres, est plus accessible. Autour du sommet, il y a des pierres qui ont probablement servi aux fondations et des arbres abattus pour les palissades. Il y avait également un cairn au sommet.

### Période Viking

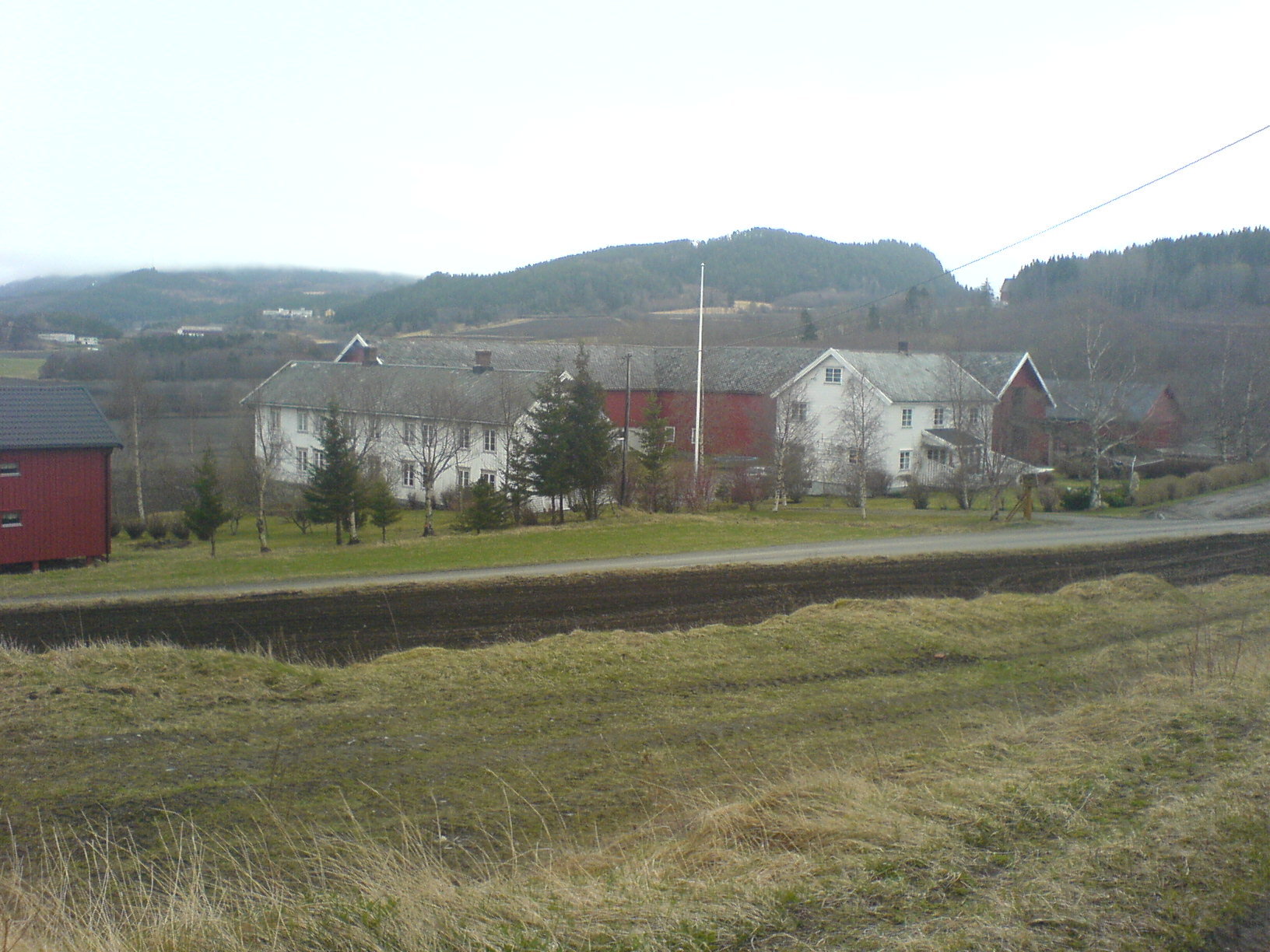
Le hameau de Fløan Østre où serait mort Sigurd.

Stjørdal formait avec Neadalen et Klæbu le Stiordølafylki,. Le Stiordølafylki comptait d'autres grandes fermes comme Auran, Berri ou Fløan qui était le siège du Fljođaætten, c'est-à-dire un aett et de ses lendmenn dont deux sont connus à travers les sagas : Ivar av Fljođar et  Ivar Fljoðekoll.
Avant même l'an 1000 et le christianisme, Værnes était un centre politique, culturel et religieux de la région.
Snorri Sturluson a écrit que le chef Tolberg qui habitait Værnes perdit beaucoup de sa puissance lorsque Harald Hårfagre préposa Håkon Ladejarl à la collecte d'impôt pour tout le Trøndelag.
D'après l’Heimskringla de Snorri Sturluson, Sigurd Håkonsson était venu de Lade à Oglo (l'ancien nom de Skatval) pour un banquet en novembre 962. La maison fut alors entourée par des hommes des fils d'Eirik et incendiée : Sigurd fut brûlé à l'intérieur. Il y a débat quant au lieu de l'incendie : était-ce dans le hameau de Fløan ou celui d'Auran ? Il n'y a pas encore eu de recherches archéologiques pour apporter à cette question une réponse définitive.
Les grandes exploitations sont devenues avec le christianisme des sites d'églises. Værnes étant le siège du chef le plus prestigieux, ce n'est donc pas sans raison que la plus ancienne église de la vallée est celle de Værnes.

### XVIesiècle

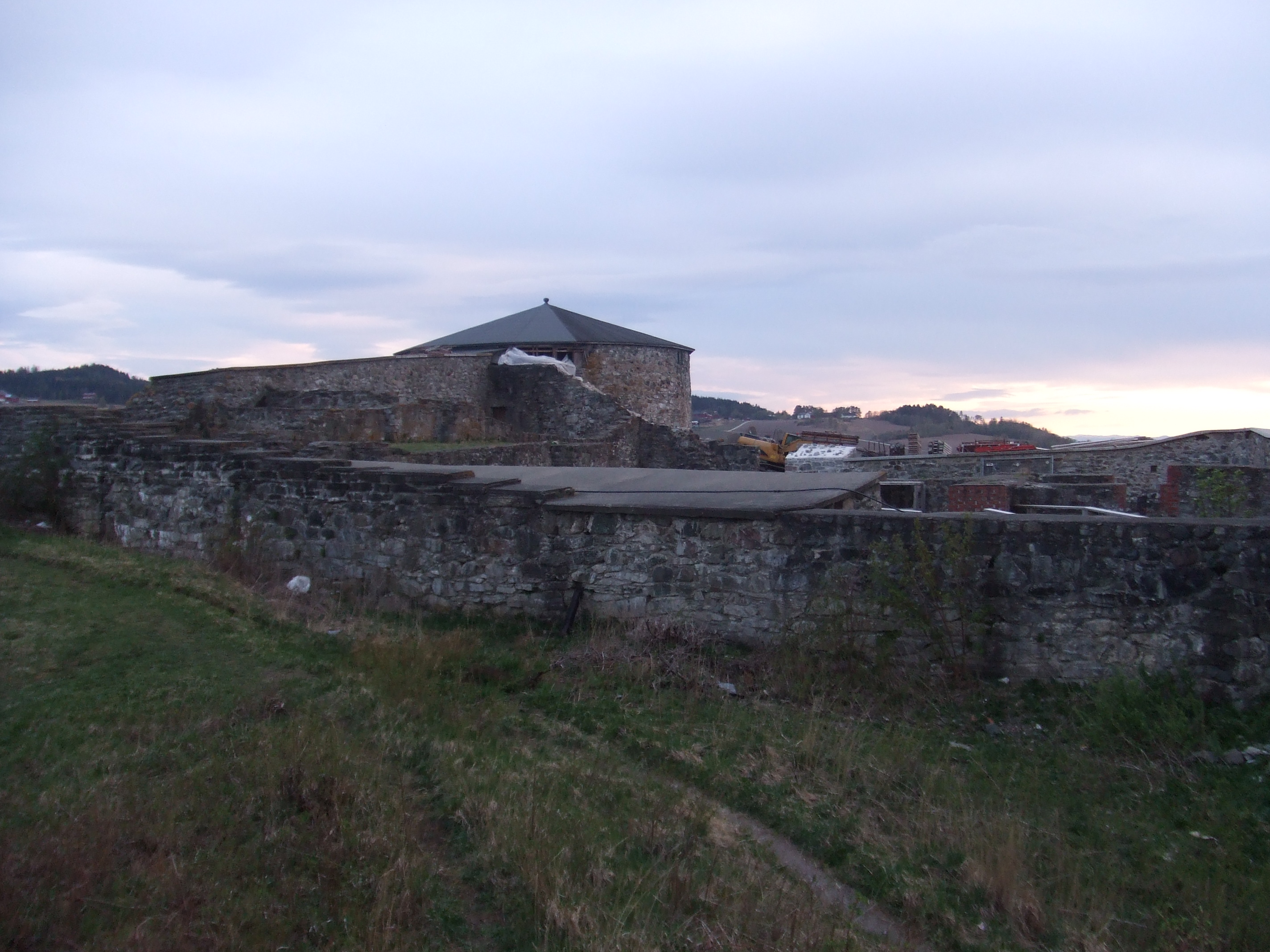
Château de Steinvikholm

Le château de Steinvikholm fut construit de 1524 à 1532. C'est la plus grande fortification médiévale norvégienne qui ait été construite. Le château était pour l'époque très moderne et à la pointe au niveau des défenses militaires, mais les techniques militaires évoluant très vite, le château est vite devenu obsolète. 
Le château a servi aussi de résidence à l'archevêque Olav Engelbrektsson et fut le dernier bastion de l’Église catholique en Norvège avant que l'archevêque ne soit contraint à l'exil avec la Réforme en 1537. De 1532 à 1556, le lensherre de Trondhjem habitait au château. En 1546, Steinvikholm connut un incendie. Durant la guerre de sept ans, le château fut assiégé et pris par les Suédois sans avoir à combattre. Le château devint le lieu de travail du lensherre jusqu'en 1575, date à laquelle Steinvikholm semble avoir été définitivement abandonné. 
À partir de 1661, le château en ruine fut utilisé par la population comme carrière. L'histoire du site fut alors oubliée jusqu'en 1849, date à laquelle l'association Fortidsminneforeningen entreprit des fouilles archéologiques. L'association acheta les ruines en 1893 pour effectuer des travaux de reconstruction.

### Création de Stjørdalshalsen
Bien qu'il y avait déjà des fermes à Stjørdalshalsen dès l'époque viking, il faut attendre le XVIIIe siècle pour qu'on parle enfin de village. La zone n'était habitée que par de petits paysans jusqu'à ce que viennent s'y installer artisans et ouvriers. Ils louaient alors de petites constructions dans les fermes sans être tenu de travailler pour le propriétaire comme pouvaient l'être les métayers. Ceux qui venaient là n'avaient bien souvent connu que des échecs dans leur village d'origine et étaient venus s'installer à Stjørdalshalsen dans l'espoir d'une vie meilleure.
Cependant, la plupart était si pauvre qu'ils ne pouvaient se permettre de louer une parcelle de terre. Ils vivaient dans une petite pièce chez un fermier. Certains durent faire preuve d'originalité : tel un certain Bertil qui vivait dans un bateau retourné ou Hans Lom qui vivait dans une petite hutte de terre appelée Lomplassen.
Lorsque les petits paysans ont vu les avantages qu'avaient ceux qui travaillaient dans les fermes comme journalier, ils furent nombreux à en faire de même.
Cette migration a entrainé l'apparition d'une petite rue avec des maisons qui est à l'origine de la localité actuelle. En 1825, on comptait 228 habitants dont 54 venaient de Værnes et 36 de Prestmoen. Le village avait alors fort mauvaise réputation. En 1855, alors que le village comptait 567 habitants, le pasteur de Værnes écrit que ceux qui vivent à Stjørdalshalsen étaient les fardeaux des communes dans lesquels ils vivaient auparavant.
En 1837, Stjørdal devient une commune et un district formés sous le nom de Stjørdalen par Stjørdal et Meråker. En 1850, le district est divisé en Bas et Haut Stjørdal. Le Stjørdalen comptait 11 643 habitants dont 6 543 vivaient dans le Bas-Stjørdal. En 1874, le Haut-Stjørdal est divisé en communes : Hegra et Meråker.
L'arrivée de l'entreprise Tangen Brud, en 1824, engage le véritable développement de Stjørdalshalsen. Il s'agissait d'une briqueterie qui s'est diversifiée (céramique, poterie) et qui exportait dans le Nordland et le Jämtland jusqu'à sa fermeture en 1962.
La famille Løken a ouvert plusieurs industries à Stjørdal, la distillerie de la ville étant l'industrie la plus importante. Elle produisait essentiellement des spiritueux à base de pommes de terre. Stjørdal n'ayant jamais été un lieu de décision, il n'y avait donc ni bourgeoisie ni fonctionnaires du royaume contrairement à Trondheim ou Levanger. À part quelques marchands, la population de Stjørdal se composait de paysans, d'ouvriers et d'artisans.

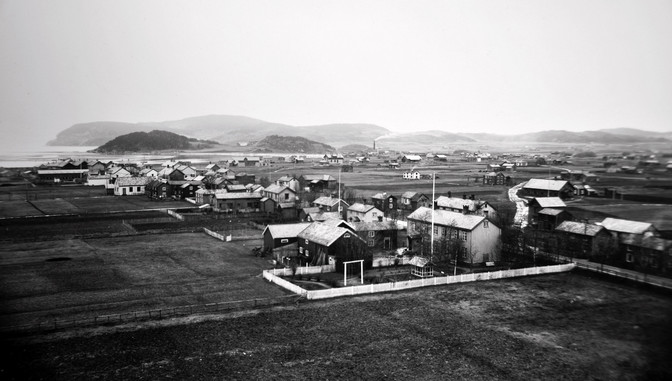
Stjørdalshalsen en 1900

À partir de 1887, Værnes connait une présence militaire qui va permettre une croissance de la ville. En 1902, le Bas-Stjørdal est à son tour divisé en communes : Lånke, Skatval et Stjørdalshalsen.

### Exode
En raison de la très grande pauvreté, le XIXe siècle connut un exode très important qui concernait souvent des familles entières. Les gens partaient pour l'Amérique du Nord, surtout pour les états du Wisconsin et Minnesota ainsi que dans le centre du Canada. Il s'est même trouvé de nouveaux bâtiments n'abritant presque que des habitants originaires de Stjørdal. Rien que pour Skatval  945 personnes sont parties (556 hommes et 389 femmes)entre 1851 et 1920. Le pic fut atteint au cours des années 1880. Cette disproportion entre les sexes ramenée sur l'ensemble du pays ne fut pas sans conséquences. C'était le pasteur qui était chargé de noter dans le livre de sa paroisse le nombre des migrants.

### Depuis l'indépendance (1905)
La forteresse d'Hegra est construite après 1905 pour parer à d'éventuelles attaques de la Suède.
Bien avant la création de l'aéroport, Værnes connut son premier vol d'un planeur motorisé le 26 mars 1914. Le planeur qui s'appelait Olav Tryggvasson vola pendant 7sept minutes.
En avril-mai 1940, 248 soldats norvégiens se battent sous les ordres de Hans Reidar Holtermann face aux Allemands pendant 23 jours. Les troupes norvégiennes avaient une femme dans leurs rangs, Anne Margrethe Strømsheim, plus connue sous le nom de « Lotta fra Hegra ».
Le 1er janvier 1962, les communes de Stjørdal, Lånke, Hegra et Skatval sont fusionnées pour former la commune actuelle de Stjørdal. Elle obtient le statut de ville le 1er juillet 1997.

## Politique et administration

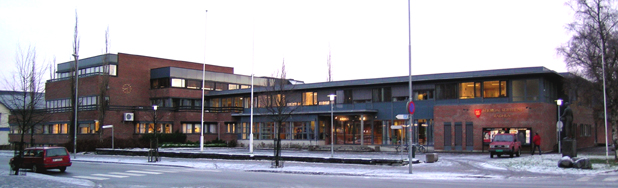
L'Hôtel de Ville

La commune est dirigée par un conseil municipal de quarante-et-un membres élus pour quatre ans.
| Période | Période  | Identité           | Étiquette | Qualité |
| ------- | -------- | ------------------ | --------- | ------- |
| 1999    | 2013     | Johan Arnt Elverum | Centre    |         |
| 2013    | En cours | Ivar Vigdenes      | Centre    |         |

Ce tableau présente les résultats aux élections communales de 1987 à 2011 (pourcentages des voix).
| Parti       | 1987 | 1991 | 1995 | 1999 | 2003 | 2007 | 2011 |
| ----------- | ---- | ---- | ---- | ---- | ---- | ---- | ---- |
| Ap          | 39.3 | 35.8 | 37.2 | 37.6 | 37.1 | 32.9 | 43.5 |
| Høyre       | 13   | 12.4 | 16.3 | 15.8 | 11.8 | 10.8 | 15.8 |
| Frp         | 9    | 5.4  | 4.8  | 7.2  | 9.2  | 14   | 8.1  |
| KrF         | 6.5  | 6.3  | 6.5  | 7.7  | 5.2  | 4.2  | 3.9  |
| Sp          | 16.5 | 21.5 | 20.5 | 16.2 | 20   | 25   | 17.7 |
| Rødt        | 0.8  | 1.4  |      | 1.5  |      | 1.1  | 0.7  |
| SV          | 7.7  | 12   | 7.3  | 8.8  | 12.6 | 4.6  | 4.2  |
| Venstre     | 7.3  | 5.3  | 7.3  | 5.3  | 4.1  | 4.8  | 4.5  |
| De Grønne   |      |      |      |      |      | 2.5  | 1.5  |
| Demokratene |      |      |      |      |      | 0.1  |      |

## Société

### Éducation et santé

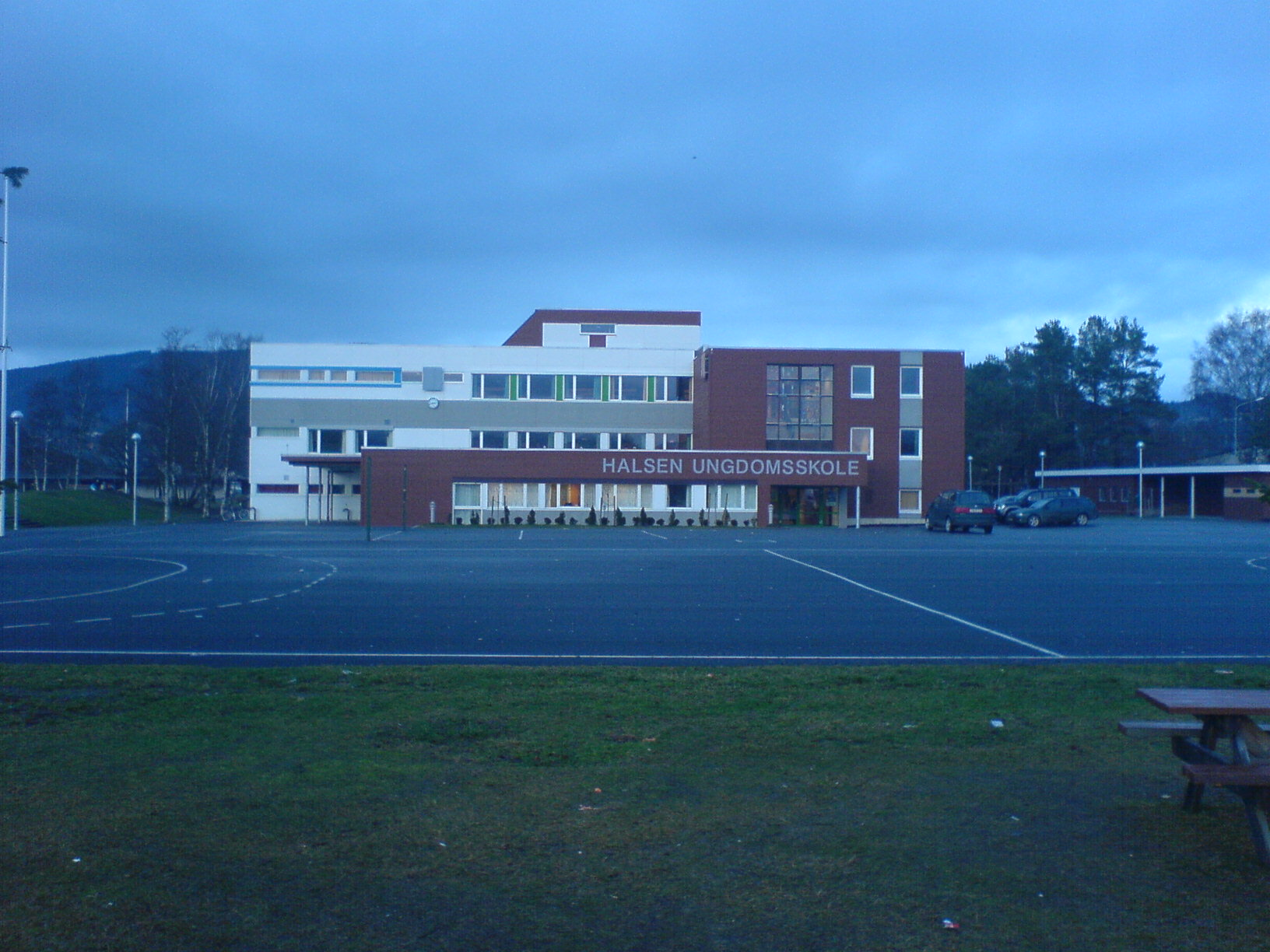
Halsen Ungdomsskole

Les écoles publiques (primaire et collège) sont : Elvran skole, Flormo skole, Forradal skole, Fosslia skole, Halsen skole, Halsen ungdomsskole, Haraldreina skole, Hegra barneskole, Hegra ungdomsskole, Kvislabakken skole, Lånke skole, Skatval skole, Skjelstadmark skole et Stokkan ungdomsskole. 
En 2011, 24,6 pour cent de la population a eu une formation supérieure contre 19.3 pour cent dans le Trøndelag et 29 pour cent pour l'ensemble de la Norvège.
L’Institut universitaire du Nord-Trøndelag (Hogskolen i Nord-Trøndelag) a une antenne locale à Stjørdalshalsen, qui délivre parmi ses formations : pédagogie pour l'apprentissage de la conduite et travailleur social. Cette dernière formation connait un succès important (ouverture en janvier 2011).
L'un des plus grands lycées de la région, le lycée Ole Vig (Ole Vig videregående skole) (1 200 élèves) se situe à Stjørdalshalsen. La Croix-Bleue dirige à Skatval le lycée privé Aglo videregående skole.
L'école militaire des forces armées, Heimevernets utdanningssenter Værnes (HVUV), située à l'aéroport de Værnes, a été fermée en 2008.
L'administration pour la santé, Helse Midt-Norge est présent à Stjørdal qui accueille également un centre médical régional et un centre pour la psychiatrie en plus de divers cabinets médicaux et de maisons de soins infirmiers . Les hôpitaux les plus proches sont ceux de Trondheim et de Levanger.

### Médias
Le journal Stjørdalens Blad a été créé en 1892. Il est publié à Stjørdal, et recouvre les communes de Stjørdal et Meråker. Le journal fut au départ un organe de la gauche radicale avant de s'orienter vers l'Arbeiderpartiet.  Aujourd'hui le journal se déclare indépendant de tout parti.
Le journal gratuit Stjørdals-Nytt a été créé en 1984. Il est distribué dans les communes de Stjørdal, Meråker, Åsen et Frosta pour le comté du Nord-Trøndelag, et Malvik, Selbu et Tydal pour le Sør-Trøndelag. Le précurseur de Stjørdals-Nytt est  l'ancien journal Stjørdalingen, qui parut de 1924 à 1985.
Stjørdal est couvert par une station de NRK-Trøndelag à Trondheim et Steinkjer. Les journaux Adresseavisen et Trønder-Avisa ont aussi un bureau à Stjørdal.

## Emplois et industries

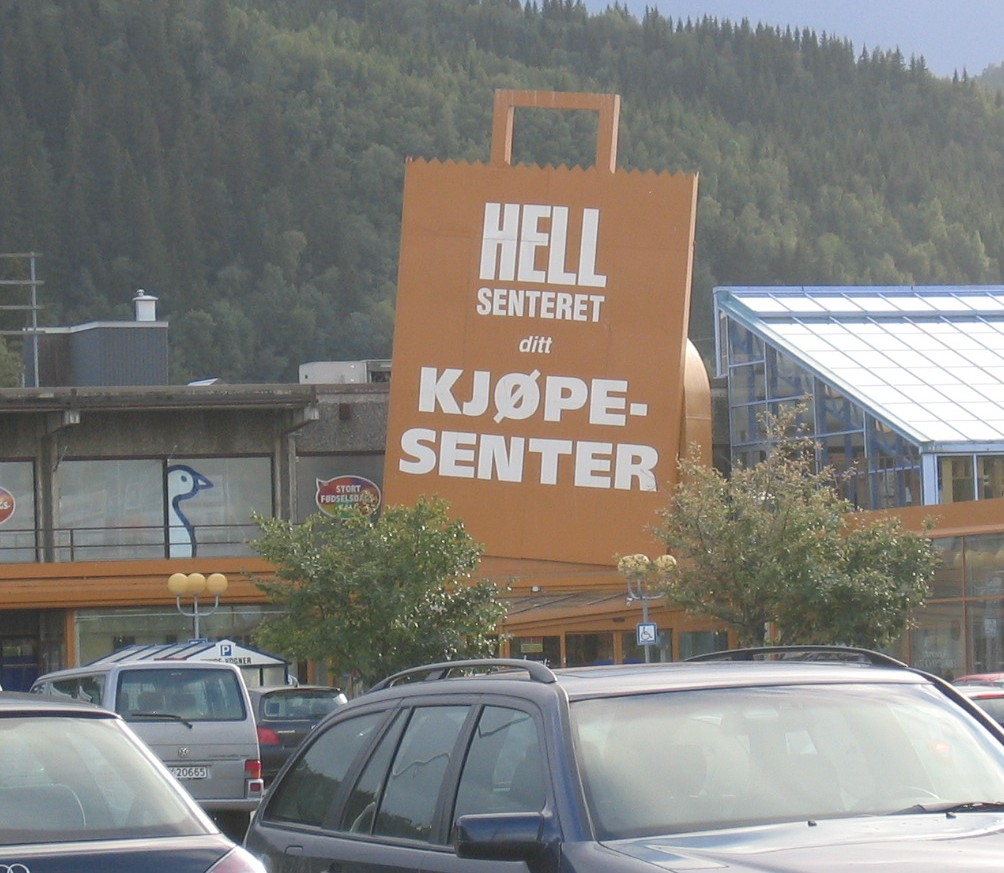
Hellsenteret, le plus grand centre commercial de Stjørdal.

Depuis les années 1960, la commune est devenue un important centre industriel et de services dans le Nord-Trøndelag avec Levanger et Verdal. Cependant, Stjørdal possède la plus grande variété industrielle avec plus de 2 000 entreprises qui emploient plus de 8 000 personnes. La commune emploie plus de 1 600 personnes. 
En 2009, 17.6 pour cent des emplois sont liés à l'industrie pétrolière. En 2004, l'industrie manufacturière représentait plus de la moitié des emplois avec des entreprises comme Glen Dimplex, Microplast AS (présent depuis 1968), Norsk Leca, Nordplasta.
Stjørdal est également une commune agricole : importantes cultures de céréales et de pommes de terre. C'est également une commune d'élevage ovin et volailler. L'agriculture et la sylviculture représentent 3.5 pour cent des emplois (taux légèrement supérieur à la moyenne nationale norvégienne).
Il y a un grand nombre de magasins répartis dans la commune entre les rues commerçantes de Stjørdalshalsen et les centres commerciaux Torgkvartalet et Hellsenteret.

## Culture
Un centre culturel est en construction,. Il doit ouvrir fin 2013 début 2014. Il doit inclure une bibliothèque, un cinéma, la maison des jeunes, une salle de concert et une église. Le centre sera entouré d'un parc. Pour l'instant, le cinéma se trouve dans le même bâtiment que la mairie tandis que la maison des jeunes et la bibliothèque se trouvent à proximité de la mairie.
Le lieu du millénaire est à Stjørdalshalsen. Il s'agit du marché situé entre les rues Kjøpmannsgata et Torgkvartalet.

### Blason

Blason de Stjørdal

Lorsque la commune dut choisir un blason en 1983, il y avait un large consensus pour choisir un motif de l'ancien sceau du  Stiordølafylki datant de 1344. Le sceau, qui avait presque 650 ans, montrait Marguerite d'Antioche qui avait terrassé un dragon, symbole du mal.
Le chef des archives, l'héraldiste Hallvard Trætteberg, consultant pour la commune, pensait qu'il y aurait trop d'éléments dans le blason et que celui d'une commune ne pouvait avoir une figure humaine. Il pensait que le blason devait représenter le dragon seul sur fond rouge. Arne Stuberg, adjoint au maire pour le Senterpartiet, proposa une chope de bière sur fond rouge comme un symbole de la bière de Stjørdal.
Le 29 septembre 1983, la proposition de Trætteberg est validée par le conseil municipal et par le conseil de la commune le 25 novembre de la même année,.

### Dialecte
Le dialecte de Stjørdal appartient au groupe régional des dialectes appelés Trøndersk. Dans ce groupe, il appartient au sous-groupe des dialectes appelés inntrøndersk du sud.
Parmi quelques particularités du dialecte de Stjørdal, on trouve : une voyelle supplémentaire dans la prononciation (un [ø] antérieur), un son se situant entre le [æ] et le [ø] standards et le datif reste encore utilisé, quoique bien moins qu'il y a encore une quarantaine d'années. 
L'augmentation de la migration, combinée à la régionalisation croissante des dialectes norvégiens en général, font que le dialecte de Stjørdal s'approche de plus en plus de celui de Trondheim aussi bien d'un point de vue syntaxique que lexicographique.

## Sport
La commune a plusieurs clubs de sport. Parmi toutes ces équipes, on compte le club de football masculin Stjørdals-Blink qui monta par deux fois en 2e division dans les années 1990 sans jamais réussir à s'y maintenir. Aujourd'hui le club évolue en 3e division (le 4e niveau du football norvégien). Stjørdal possède un club et un terrain de golf, un club d'athlétisme : Stjørdal Friidrettsklubb,, de cyclisme Stjørdals-Blink Sykkel, d'escalade Stjørdal Klatreklubb.
Il y a d'autres sports bien représentés, en particulier les sports automobiles. Une manche du championnat de Norvège de rallye se déroule à Stjørdal.

## Tourisme
Les lieux les plus visités de Stjørdal sont : Steinvikholm, la forteresse d'Hegra, l'église de Værnes et la gare de Hell.
Chaque année, depuis 1992, a lieu  à proximité de la gare de Hell le festival de blues Blues in Hell  qui se tient au mois de septembre.
Le musée en plein air de Stjørdal se situe à Værnes avec l'église, l'ancien presbytère et son jardin, et une tombe viking.

## Transports

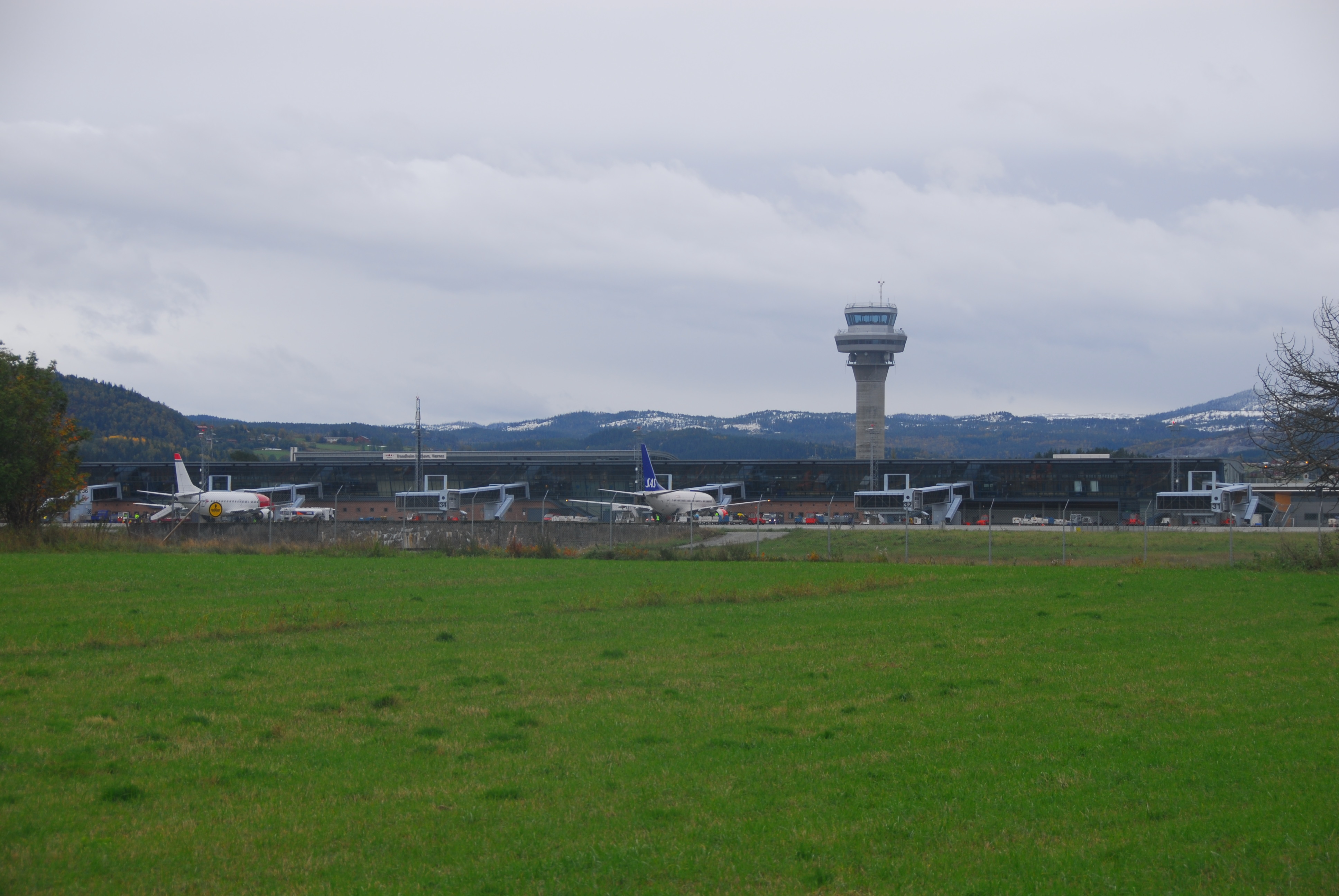
Le terminal A de l'aéroport.

Stjørdal est un nœud de communication où se mêlent plusieurs modes de transport.

### Routes
La route européenne 6 qui part de Suède, entre en Norvège par le sud, passe à Oslo, Lillehammer, Hamar avant de rejoindre Trondheim.
À Trondheim, la route européenne 14 débute. Mais jusqu'à Stjørdalshalsen, elle fait route commune avec la route européenne 6. À Stjørdal, les routes se séparent : la E6 continue vers le nord (Levanger, Steinkjer) tandis que la E14 part vers l'est (Meråker) avant de rejoindre la Suède.

### Aéroport
L'aéroport de Trondheim Værnes est situé à Stjørdal, dans la localité de Værnes. C'est le principal aéroport de la région et depuis 2006, le quatrième du pays en termes de trafic passager. Depuis 1994, l'aéroport est desservi par le train.

### Chemins de fer

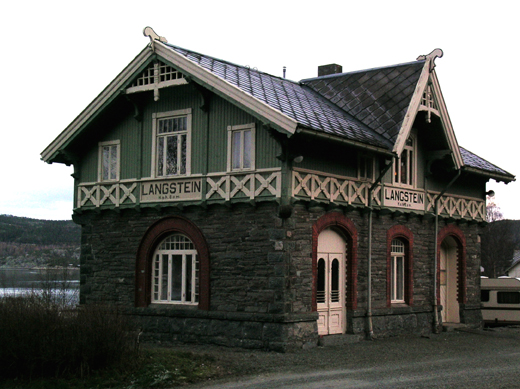
La gare de Langstein aujourd'hui fermée.

La commune de Stjørdal ne compte pas moins de 5 gares en fonctionnement.
- La gare de Hell, située dans la localité de Hell est une gare importante car c'est là que se séparent les lignes du Nordland et de Meråker. La gare n'est cependant desservie que par un train local et le Nabotåget (qui relie Heimdal à Östersund).
- La gare de Værnes est une halte ferroviaire, mais c'est la gare de l'aéroport de Trondheim Værnes.
- La gare de Stjørdal se situe à Stjørdalshalsen, elle est desservie par un train local et la ligne du Nordland.
- La gare de Skatval se situe dans la localité de Skatval. Elle est desservie par un train local.
- La gare de Hegra se situe dans la localité de Hegra. Elle est desservie par le Nabotåget.

La commune comptait trois gares supplémentaires qui ne sont plus desservies aujourd'hui. La gare de Langstein (fermée en 2002), sur la ligne du Nordland ; les gares de Sona et Flornes, sur la ligne de Meråker, fermées en 1971.

## Jumelages
En 2011, Stjørdal n'a toujours formalisé aucun jumelage avec des villes ou des communes. Stjørdal établit des liens d'amitiés avec des villes non dans le cadre strict d'un jumelage, mais plutôt de manière informelle. 
Stjørdal connait différents partenariat avec les communes suivantes :
- Bangkok (Thaïlande)[58]
- Broby (Danemark)
- Karstula (Finlande)
- Panajachel (Guatemala)[57],[59].
- Ragunda (Suède)

## Personnalités de la commune

### Sport
- Berit Aunli, skieur de fond, Médaille d'or aux JO 1984
- Otto Falkenberg, skippeur, Médaille d'or aux JO 1920
- Gøril Kringen, footballeuse, Médaille d'or JO 2000
- Brit Sandaune, footballeuse, Médaille de bronze JO 1996 et médaille d'or JO 2000
- Bjørnar Valstad, champion du monde d'orientation en 1999 et 2004

### Art et culture
- Mona Grudt, Miss Univers 1990
- Lars Moa, professeur et traducteur
- Ole Vig, poète et écrivain
- Trine Wiggen, actrice

### Politique

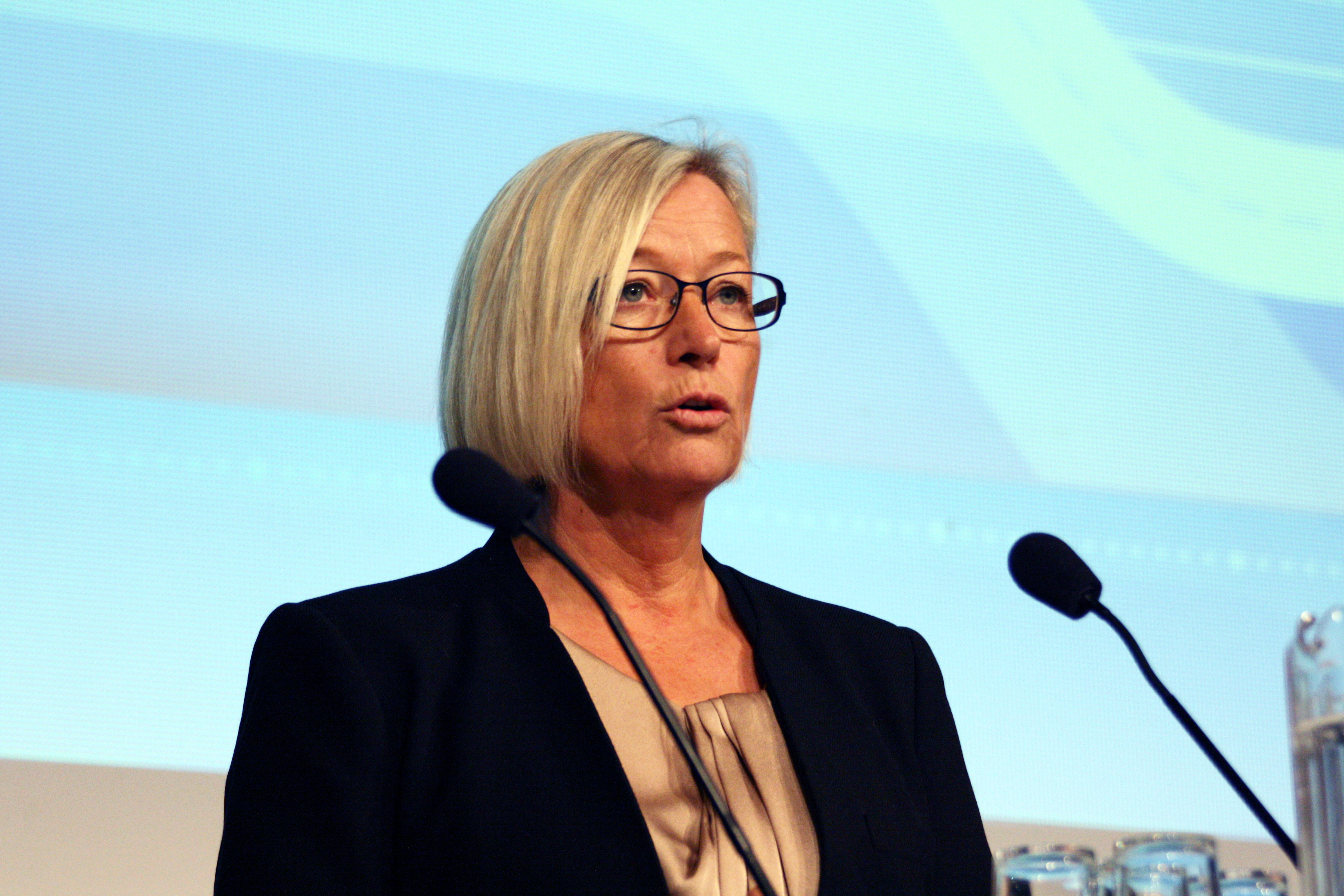
Marit Arnstad en 2012.

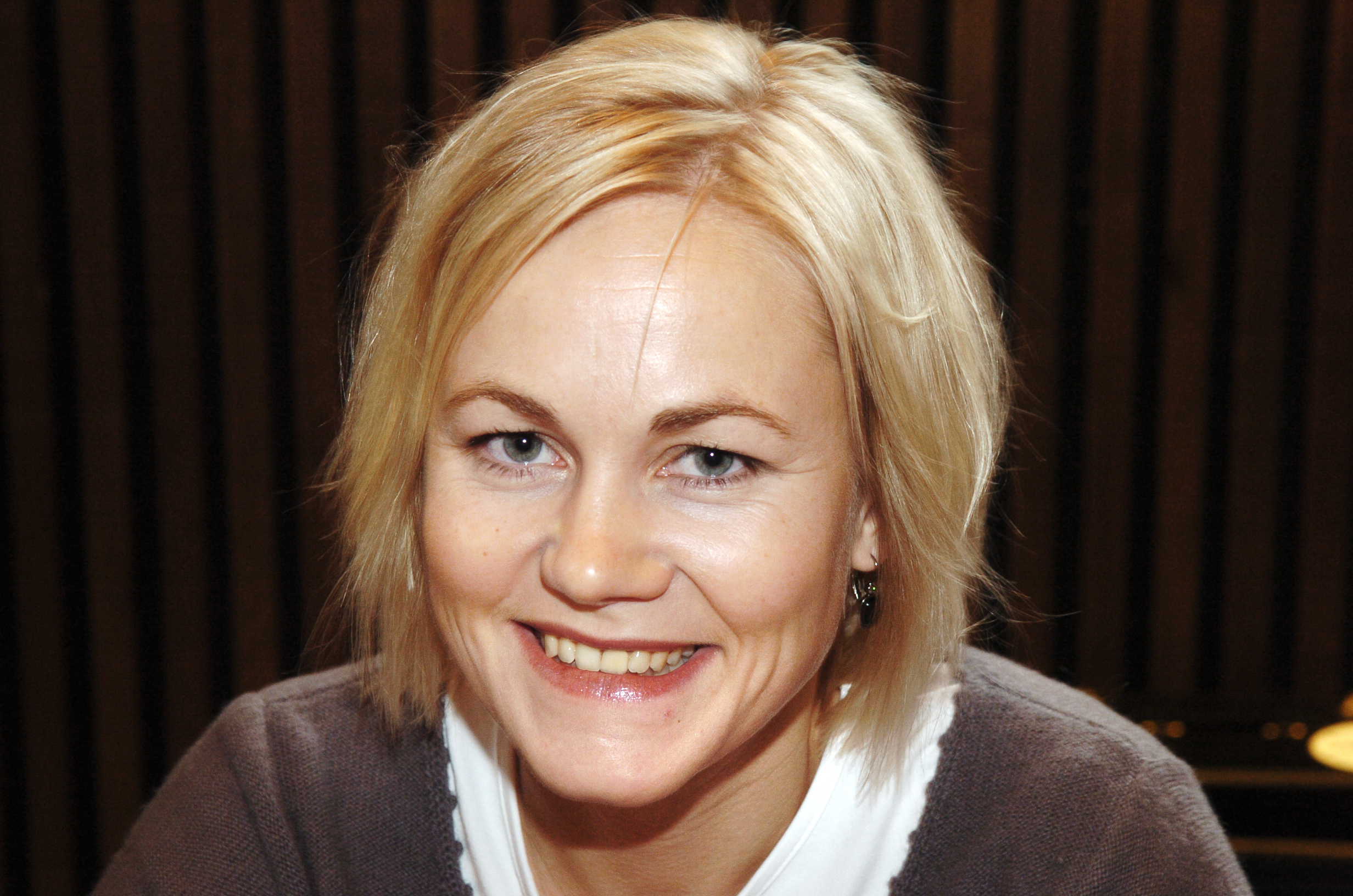
Ingvild Kjerkol en 2007.

- Jon Olav Alstad, parlementaire au Storting, (Ap)
- Eli Arnstad, parlementaire au Storting, (Sp)
- Marit Arnstad, Ministre du pétrole et de l'énergie  (Sp)
- Per Magnar Arnstad, Secrétaire d'État (Sp)
- Per Aunet, parlementaire au Storting, (SV)
- Petter Jakob Bjerve, Ministre des Finances (Ap)
- Petter Johnsen Ertzgaard, Élu lors de la Constitution de 1814 d'Eidsvoll puis parlementaire au Storting
- Leif Granli, Ministre de l'Agriculture (Ap)
- Jon Leirfall, parlementaire au Storting, (Sp)
- Johan Peter Trøite, parlementaire au Storting, (V)
- Johan A. Vikan, parlementaire au Storting, (Ap)
- Bernhard Øverland, parlementaire au Storting, (V)
- Ingvild Kjerkol, politicienne et présidente de l'assemblée du Nord-Trøndelag, (Ap)